# طب اجتماعي (مصطلح)
الطب الاجتماعي مصطلح يُستخدم في الولايات المتحدة لوصف ومناقشة أنظمة الرعاية الصحية الشاملة (الرعاية الطبية والمستشفيات للجميع) من طريق التنظيم الحكومي للرعاية الصحية والإعانات المستمدة من الضرائب. بسبب الارتباطات السلبية تاريخيًا بالاشتراكية في الثقافة الأمريكية، فإن المصطلح يُستخدم عادةً بنحو ازدرائي في الخطاب السياسي الأمريكي. استُخدِم المصطلح أول مرة على نطاق واسع في الولايات المتحدة من قبل دعاة الجمعية الطبية الأمريكية في معارضة مبادرة الرعاية الصحية للرئيس هاري إس ترومان عام 1947، واستُخدِم لاحقًا في المعارضة. وُصِف قانون الرعاية الميسور التكلفة بالطب الاجتماعي، ولكن هدف القانون هو التأمين الاجتماعي، وليس الملكية الحكومية للمستشفيات والمرافق الأخرى، كما هو شائع في الدول الأخرى.

## تاريخ المصطلح
عندما ظهر مصطلح «الطب الاجتماعي» أول مرة في الولايات المتحدة في أوائل القرن العشرين، لم يحمل أي دلالات سلبية. نُقل عن أوتو ب. جاير، رئيس قسم الطب الوقائي في الجمعية الطبية الأمريكية، في صحيفة نيويورك تايمز، في عام 1917، وصفه الطب الاجتماعي بأنه وسيلة «لاكتشاف المرض في بدايته»، والمساعدة على إنهاء «الأمراض التناسلية، وإدمان الكحول، والسل»، و«تقديم مساهمة أساسية في الرعاية الاجتماعية». ولكن، بحلول الثلاثينيات من القرن الماضي، استُخدِم مصطلح الطب الاجتماعي روتينيًا بنحو سلبي من قبل المعارضين المحافظين للرعاية الصحية الممولة من القطاع العام، الذين يرغبون في الإشارة إلى أنها تمثل الاشتراكية، وبالتالي الشيوعية. اقتُرحت الرعاية الصحية الشاملة والتأمين الصحي الوطني أول مرة من قبل الرئيس الأمريكي ثيودور روزفلت. ودافع عنها الرئيس فرانكلين دي روزفلت لاحقًا، كما فعل هاري إس ترومان جزءًا من الصفقة العادلة وغيرهم. وأعلن ترومان قبل وصف اقتراحه أن: «هذا ليس طبًا اجتماعيًا».
عارضت الجمعية الأمريكية للصحة مشاركة الحكومة في الرعاية الصحية بشدة، إذ وزعت ملصقات على الأطباء تحمل شعارات مثل «الطب الاجتماعي... سوف يقوض الشكل الديمقراطي للحكومة». وفقًا لـ T.R. Reid (شفاء أمريكا، 2009).
شاع مصطلح الطب الاجتماعي من قبل شركة علاقات عامة (يتاكر وباكستر)، إذ كانا يعملان مع الجمعية الطبية الأمريكية في عام 1947 للانتقاص من اقتراح الرئيس ترومان بشأن نظام الرعاية الصحية الوطني. لقد كانت رقعة، في فجر الحرب الباردة، تهدف إلى الإيحاء بأن أي شخص يدعو للوصول الشامل إلى الرعاية الصحية يجب أن يكون شيوعيًا. واحتفظت العبارة بسلطتها السياسية مدة ستة عقود.
أجرت AMA حملة في كل أنحاء البلاد تسمى «عملية فنجان القهوة» خلال أواخر الخمسينيات وأوائل الستينيات من القرن الماضي في معارضة خطط الديمقراطيين لتوسيع نطاق الضمان الاجتماعي ليشمل التأمين الصحي لكبار السن، والمعروف فيما بعد باسم الرعاية الطبية. جزءًا من الخطة، ستنظم زوجات الأطباء اجتماعات القهوة في محاولة لإقناع المعارف بكتابة رسائل إلى الكونجرس تعارض البرنامج. في عام 1961، سجل رونالد ريغان قرصًا بعنوان: «رونالد ريغان يتحدث ضد الطب الاجتماعي»، يحذر جمهوره من «الأخطار» التي يمكن أن يجلبها الطب الاجتماعي. جرى تشغيل التسجيل على نطاق واسع في اجتماعات عملية فنجان القهوة. بدأت مجموعات الضغط الأخرى بتوسيع التعريف من الرعاية الصحية -التي تديرها الدولة- إلى أي شكل من أشكال تمويل الدولة في مجال الرعاية الصحية. عارض الرئيس دوايت أيزنهاور الخطط لتوسيع دور الحكومة في الرعاية الصحية خلال فترة وجوده في منصبه.
في الآونة الأخيرة، طرح المصطلح مرة أخرى من قبل الجمهوريين في الانتخابات الرئاسية الأمريكية لعام 2008. في يوليو 2007، بعد شهر واحد من إطلاق فيلم سيكو لمايكل مور، ورودي جولياني، والمرشح الأول لترشيح الحزب الجمهوري للرئاسة لعام 2008، وقد هاجموا خطط الرعاية الصحية لمرشحي الرئاسة الديمقراطيين بسبب الطب الاجتماعي الذي كان أوروبيًا واشتراكيًا[بحاجة لمصدر]، وادعى جولياني أنه كانت لديه فرصة أفضل للنجاة من سرطان البروستاتا في الولايات المتحدة، ما كان سيحصل عليه في إنجلترا، واستمر في تكرار هذا الادعاء في خطابات الحملة مدة ثلاثة أشهر قبل عرضها في إعلان إذاعي. بعد بدء تشغيل الإعلان الإذاعي، انتقد استخدام الإحصاء على نطاق واسع من قبل FactCheck.org، وPolitiFact.com، وThe Washington Post، وغيرهم... ممن استشاروا خبراء السرطان البارزين، ووجدوا أن إحصائيات بقاء جولياني على قيد الحياة من السرطان خاطئة أو مضللة أو «خطأ فادح»، أبلغ عن الأرقام التي حصل عليها من مقال الرأي من قبل مستشار الرعاية الصحية في جولياني ديفيد جراتزر، وهو طبيب نفسي كندي في سيتي جورنال معهد مانهاتن، حيث كان جراتزر زميلًا سابقًا. ذكرت صحيفة التايمز أن وزير الصحة البريطاني ناشد جولياني التوقف عن استخدام NHS بمثابة لعبة سياسية في سياسة الرئاسية الأمريكية. ذكرت المقالة أن الأرقام ليست فقط خمس سنوات قديمة وخاطئة، ولكن أيضًا أن خبراء الصحة الأمريكيين شككوا في دقة أرقام جولياني، وتساءلوا؛ هل كان من العدل إجراء مقارنة مباشرة؟. من «حقن القليل من الخوف»، استغل السرطان الذي «على ما يبدو لم يكن تحت أحد الناجين تطلعات رئاسية». إن تكرار جولياني للخطأ حتى بعد توجيهه إليه أكسبه مزيدًا من الانتقادات، وحصل على أربعة «بينوكاتيوس» من قبل واشنطن بوست مقابل النكوص.